# Hexapodibiidae
Famille
Les Hexapodibiidae sont une famille de tardigrades. 

## Liste des genres
Selon Degma, Bertolani et Guidetti, 2016 :
- Haplohexapodibius Pilato & Beasley, 1987
- Haplomacrobiotus May, 1948
- Hexapodibius Pilato, 1969
- Parhexapodibius Pilato, 1969

## Publication originale
- Cesari, Vecchi, Palmer, Bertolani, Pilato, Rebecchi & Guidetti, 2016 : What if the claws are reduced? Morphological and molecular phylogenetic relationships of the genus Haplomacrobiotus May, 1948 (Eutardigrada, Parachela). Zoological Journal of the Linnean Society, vol. 178, no 4, p. 819–827.